# Розендал (город)
Розендал (нидерл. Roosendaal) — город и община на юге Нидерландов.
Впервые упоминается в 13 веке. В 1809 году получил статус города. С открытием линии бельгийской железной дороги Антверпен-Розендал-Бреда в 1854 году начался расцвет города. Имеется футбольный клуб Розендал.
Несмотря на то, что не очень богатое на исторические события прошлое не оставило особенного влияния в облике города, в Розендале имеется целый ряд достопримечательностей, заслуживающих внимания. Около 100 сооружений, построенных в период с 16 века, и являющихся национальными памятниками, украшают его улицы и площади. Среди наиболее интересных зданий города — исторический особняк Tongerlohuys (1762), где сегодня размещается городской музей, старинная водонапорная башня, Церковь Св. Иоанна (De Sint-Janskerk).